# Николина Ковач
Николина Ковач (Сарајево, 15. децембар 1990) српска је поп-фолк певачица. Има 12 видео-спотова и победничку песму на Илиџанском фестивалу (Како да те заборавим).

## Дискографија

### Албуми
- Живим за љубав (2024)

Видеографија
| Спот                    | Година | Режисер              |
| ----------------------- | ------ | -------------------- |
| Нисам добро             | 2014   | GOTIVA               |
| Сумњиво лице            | 2015   | GOTIVA               |
| HOLLYWOOD               | 2015   |                      |
| 1001                    | 2016   | Tropical Life is Fun |
| Само једном губиш       | 2016   | Дејан Милићевић      |
| Непрестано              | 2018   | Андреја Дамјановић   |
| Како да те заборавим    | 2018   | Хајат Сарајево       |
| Љубав кад престане      | 2020   | Анис Мујановић       |
| Ако ме икада сретнеш    | 2020   | Анис Мујановић       |
| Живим за љубав          | 2021   | Анис Мујановић       |
| Још си моје све         | 2022   | Анис Мујановић       |
| Рано стара              | 2024   | Анис Мујановић       |
| Обећај ми               | 2024   | Cinnamon Films       |
| Заборави срце           | 2024   | Анис Мујановић       |
| Хајде заведи ме         | 2024   | Мирко Табашевић      |
| Маскара                 | 2024   | Toxic                |
| Боле ме твоје преваре   | 2024   | Мирко Табашевић      |
| Не дирај у старе љубави | 2024   | Анис Мујановић       |
| Кад склопим очи         | 2024   | Анис Мујановић       |
| Не боли мене то         | 2024   | Toxic                |
| Свратиш ми у снове      | 2024   | Мирко Табашевић      |

## Фестивали
Илиџа:
- Како да те заборавим, победничка песма, 2018

Марко Поло, Корчула:
- Не иди против љубави, прва награда стручног жирија, 2022

Фестивал севдалинке, Тузла:
- А што ћемо љубав крити, гошћа ревијалне вечери фестивала, 2024